# Tjebbe van Tijen

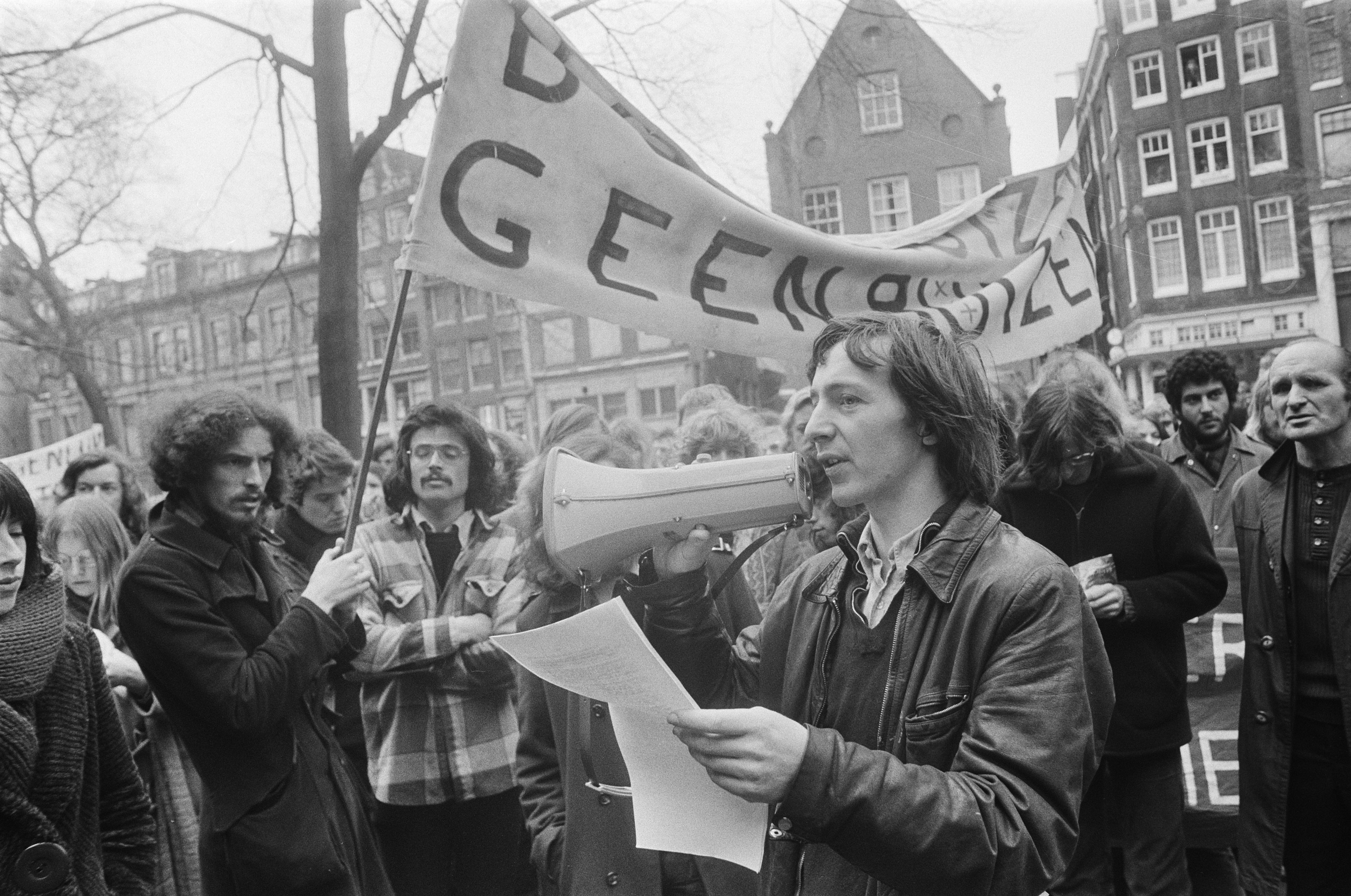
Tjebbe van Tijen liest eine Petition vor (1975)

Tjebbe van Tijen (* 1944 in Den Haag, Niederlande) ist ein Bildhauer, Performancekünstler, Kurator, Netzkünstler, und Medientheoretiker der in Amsterdam lebt und arbeitet. Van Tijen hat ein starkes Interesse an Geschichte und den Themen Speicherung und Übermittlung von Wissen. Dieses Interesse führte dazu, dass viele seiner Kunstwerke und Multimediaprojekte in Zusammenarbeit mit Archiven und Bibliotheken und unter Verwendung von deren Werken und Wissensgut entwickelt wurden.

## Lebenslauf
Tjebbe van Tijen studierte von 1961 bis 1965 Bildhauerei an Kunsthochschulen in Den Bosch, Haarlem, Mailand und London. 1968–69 leistete er Projektarbeit für ein Dokumentationszentrum für "Kunst, Gesellschaft und Technologie" des Stedelijk Museum, Amsterdam. 1973–93 war er Kurator des Dokumentationszentrums für Sozialgeschichte, Universitätsbibliothek von Amsterdam. 1988–91 war er einer der Mitbegründer der Foundation "Europe against the current" und deren  Ausstellungskurator für alternatives und experimentelles Design. 1991 gründete er das "Imaginary Museum Projects".
ab 1993 Multimedia Advisor, International Institute of Social History, Amsterdam.

## Werke
Besonders bekannt ist das mit Milos Vojtechovsky und anderen geschaffene Werk Orbis Pictus Revised.  Mit diesem Werk wurde 1995 die Idee von Johann Amos Comenius Werk Orbis sensualium pictus aufgegriffen und eine interaktive Installation geschaffen, die zeigt, wie Menschen über Jahrhunderte versucht haben die Welt mit Bildern zu erklären und welchem Wandel bestimmte Begriffe und ihre Darstellung dabei durchgemacht habe. So wurde der elementare Begriff "Kinderstillen" zunächst mit Bildern von Großfamilien und Ammen erklärt, später aber mit Bildern von Babyfläschchen. Bildlich erfahrbar wird z. B. auch der Wandel der Arbeitswelt gemacht, von einfachen bäuerlichen Tätigkeiten bis zum modernen Großbetrieb. Teil der Installation ist auch ein virtuelles Bücherregal mit Hilfe dessen der Besucher sich nicht nur mit Comenius als genial geltendem Ordnungssystem vertraut machen, sondern auch die Weiterentwicklung der Darstellung der jeweiligen Themen in späteren Werken z. B. im 17. und 20. Jahrhundert. Die interaktive Installation ist in Karlsruhe im Zentrum für Kunst und Medientechnologie zu erfahren.
Viele weitere Werke sind auf der Webseite des Imaginary Museum Projects zu betrachten.